# Wioślarstwo na Letnich Igrzyskach Olimpijskich 2020 – czwórka bez sternika mężczyzn
Rywalizacja w czwórce bez sternika mężczyzn w wioślarstwie na Letnich Igrzyskach Olimpijskich 2020 rozgrywana była między 24 a 28 lipca na Sea Forest Waterway.
Do zawodów zgłoszonych zostało 10 osad.

## Terminarz
Wszystkie godziny podane są w czasie brazylijskim (UTC+09:00).
| Data          | Godzina     |                 |
| Data          | UTC+09:00   |                 |
| ------------- | ----------- | --------------- |
| 24 lipca 2021 | 11:40       | Eliminacje      |
| 25 lipca 2021 | 13:10       | Repasaże        |
| 28 lipca 2021 | 08:40 10:10 | Finał B Finał A |

## Wyniki

### Eliminacje
Do finału awansowały dwie pierwsze osoady z każdego biegu. Pozostałe osady wzięły udział w repasażach.
Bieg 1
| Pozycja | Tor | Zawodnicy                                                                         | Reprezentacja     | Czas    | Uwagi |
| ------- | --- | --------------------------------------------------------------------------------- | ----------------- | ------- | ----- |
| 1.      |     | Alexander Purnell Spencer Turrin Jack Hargreaves Alexander Hill                   | Australia         | 5:54,27 | FA    |
| 2.      |     | Andrew Reed Anders Weiss Michael Grady Clark Dean                                 | Stany Zjednoczone | 5:57,27 | FA    |
| 3.      |     | Jan van der Bij Boudewijn Röell Sander de Graaf Nelson Ritsema                    | Holandia          | 6:00,27 |       |
| 4.      |     | Mihăiță Vasile Țigănescu Mugurel Semciuc Ștefan Constantin Berariu Cosmin Pascari | Rumunia           | 6:03,51 |       |
| 5.      |     | Lawrence Brittain Kyle Schoonbee John Smith Sandro Torrente                       | Południowa Afryka | 6:25,34 |       |

Bieg 2
| Pozycja | Tor | Zawodnicy                                                             | Reprezentacja   | Czas    | Uwagi |
| ------- | --- | --------------------------------------------------------------------- | --------------- | ------- | ----- |
| 1.      | 1   | Oliver Cook Matthew Rossiter Rory Gibbs Sholto Carnegie               | Wielka Brytania | 5:55,36 | FA    |
| 2.      | 5   | Matteo Castaldo Marco Di Costanzo Matteo Lodo Giuseppe Vicino         | Włochy          | 5:57,67 | FA    |
| 3.      | 3   | Mateusz Wilangowski Mikołaj Burda Marcin Brzeziński Michał Szpakowski | Polska          | 6:03,38 |       |
| 4.      | 2   | Paul Jacquot Markus Kessler Joel Schürch Andrin Gulich                | Szwajcaria      | 6:04,09 |       |
| 5.      | 4   | Jakub Buczek Luke Gadsdon Gavin Stone Will Crothers                   | Kanada          | 6:05,47 |       |

### Repasaże
Dwie pierwsze osady awansowały do finału A pozostałe do finału B.
| Pozycja | Tor | Zawodnicy                                                                         | Reprezentacja     | Czas    | Uwagi |
| ------- | --- | --------------------------------------------------------------------------------- | ----------------- | ------- | ----- |
| 1.      | 2   | Mihăiță Vasile Țigănescu Mugurel Semciuc Ștefan Constantin Berariu Cosmin Pascari | Rumunia           | 6:09,72 | FA    |
| 2.      | 3   | Jan van der Bij Boudewijn Röell Sander de Graaf Nelson Ritsema                    | Holandia          | 6:11,22 | FA    |
| 3.      | 4   | Mateusz Wilangowski Mikołaj Burda Marcin Brzeziński Michał Szpakowski             | Polska            | 6:12,52 |       |
| 4.      | 1   | Jakub Buczek Luke Gadsdon Gavin Stone Will Crothers                               | Kanada            | 6:15,86 |       |
| 5.      | 5   | Paul Jacquot Markus Kessler Joel Schürch Andrin Gulich                            | Szwajcaria        | 6:27,80 |       |
| 6.      | 6   | Lawrence Brittain Kyle Schoonbee John Smith Sandro Torrente                       | Południowa Afryka | 6:30,34 |       |

### Finały
Finał B
| Pozycja | Tor | Zawodnicy                                                             | Reprezentacja     | Czas    | Uwagi |
| ------- | --- | --------------------------------------------------------------------- | ----------------- | ------- | ----- |
| 1.      | 2   | Mateusz Wilangowski Mikołaj Burda Marcin Brzeziński Michał Szpakowski | Polska            | 5:57,17 |       |
| 2.      | 3   | Jakub Buczek Luke Gadsdon Gavin Stone Will Crothers                   | Kanada            | 5:58,29 |       |
| 3.      | 1   | Paul Jacquot Markus Kessler Joel Schürch Andrin Gulich                | Szwajcaria        | 6:02,32 |       |
| 4.      | 4   | Lawrence Brittain Kyle Schoonbee John Smith Sandro Torrente           | Południowa Afryka | 6:09,85 |       |

Finał A
| Pozycja | Tor | Zawodniczki                                                                       | Reprezentacja     | Czas    | Uwagi |
| ------- | --- | --------------------------------------------------------------------------------- | ----------------- | ------- | ----- |
| złoto   | 3   | Alexander Purnell Spencer Turrin Jack Hargreaves Alexander Hill                   | Australia         | 5:42,76 |       |
| srebro  | 1   | Mihăiță Vasile Țigănescu Mugurel Semciuc Ștefan Constantin Berariu Cosmin Pascari | Rumunia           | 5:43,13 |       |
| brąz    | 5   | Matteo Castaldo Marco Di Costanzo Matteo Lodo Giuseppe Vicino                     | Włochy            | 5:43,60 |       |
| 4.      | 4   | Oliver Cook Matthew Rossiter Rory Gibbs Sholto Carnegie                           | Wielka Brytania   | 5:45,78 |       |
| 5.      | 2   | Andrew Reed Anders Weiss Michael Grady Clark Dean                                 | Stany Zjednoczone | 5:48,85 |       |
| 6.      | 6   | Jan van der Bij Boudewijn Röell Sander de Graaf Nelson Ritsema                    | Holandia          | 5:50,81 |       |